# Nyctiophylax argentinus
Nyctiophylax argentinus är en nattsländeart som beskrevs av Navás 1929. Nyctiophylax argentinus ingår i släktet Nyctiophylax och familjen fångstnätnattsländor. Inga underarter finns listade i Catalogue of Life.